# Лінкольн (футболіст)
Кассіо де Соуза Соарес (порт. Cássio de Souza Soares), більш відомий як Лінкольн (порт. Lincoln, нар. 22 січня 1979, Со-Брс-до-Суау) — бразильський футболіст, що грав на позиції півзахисника.
Виступав, зокрема, за клуби «Атлетіко Мінейру», «Кайзерслаутерн» та «Галатасарай», а також молодіжну збірну Бразилії.

## Клубна кар'єра

### «Атлетіко Мінейру»
Лінкольн почав займатися футболом з дев'яти років в академії клубу «Атлетіко Мінейру». Завдяки хорошій дисципліні і техніці він був викликаний в основну команду у віці 17 років. У 1999 році був основним гравцем команди, яка виграла чемпіонат штату Мінас-Жерайс, забив переможний гол у фінальному матчі проти принципового суперника «Атлетико» — команди «Крузейро». У тому ж році він допоміг «Атлетіко» дійти до фіналу бразильського чемпіонату, де його команда поступилася «Корінтіансу». У 2000 році Лінкольн виграв другий титул чемпіона штату Мінас-Жерайс у складі «Атлетіко», знову внісши значний внесок у перемогу. Після цих успіхів на Лінкольна звернули увагу сильні європейські клуби.

### «Кайзерслаутерн»
У липні 2001 року Лінкольн перейшов у німецький «Кайзерслаутерн», сума трансферу становила 3,5 мільйона євро; його купили як заміну плеймейкера Чіріако Сфорци, який пішов у «Баварію». Дебютував у складі «Кайзерслаутерна» 5 серпня 2001 року в другому турі Бундесліги в матчі проти менхенгладбахської «Боруссії». Лінкольн вийшов на поле в стартовому складі, на 65-й хвилині його замінив Ратіньйо. Два тури по тому Лінкольн забив свої перші два голи за «Кайзерслаутерн», в матчі проти «Гамбурга» у ворота Мартіна Пікенгагена, на 18-й і 22-й хвилинах. У дебютному сезоні футболіст провів 29 матчів, забив 10 м'ячів і отримав 5 жовтих карток. У сезоні 2002/03 допоміг команді дійти до фіналу Кубку Німеччини, де «Кайзерслаутерн» був обіграний «Баварією» з рахунком 3:1. У сезоні 2003/04 через розбіжності з керівництвом Лінкольн вкрай рідко з'являвся на полі, і його було вирішено продати.

### «Шальке 04»

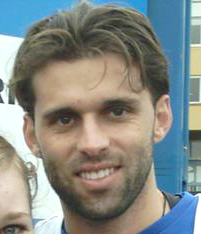
Лінкольн під час виступів за «Шальке 04». 2005 рік.

У липні 2004 року Лінкольн перейшов в «Шальке 04» за 500 тисяч євро. Дебютував у складі гельзенкірхенців 24 липня 2004 року в матчі Кубка Інтертото проти македонського «Вардара» (2:1) зі Скоп'є, вийшовши на поле в стартовому складі і відіграв всі 90 хвилин. 10 серпня «Шальке» обіграв у першому матчі фіналу Кубка Інтертото ліберецький «Слован» 2:1, Лінкольн також відіграв весь матч; другий матч «Шальке» виграв 1:0 і завоював цей трофей. Вперше бразилець вийшов на поле в Бундеслізі у складі «Шальке» 6 серпня в матчі 1-го туру сезону 2004/05 проти бременського «Вердера» (0:1), Лінкольн вийшов на заміну замість Свена Верманта на 80-й хвилині. У тому сезоні Лінкольн зіграв 31 матч і забив 12 м'ячів, 2 з яких з пенальті, допоміг команді з Гельзенкірхена стати віце-чемпіоном Німеччини. Також в сезоні 2004/05 «Шальке» дійшов до фіналу Кубка Німеччини, а у фінальному матчі проти мюнхенської «Баварії» Лінкольн відзначився голом з пенальті, але це не допомогло його команді — вона зазнала поразки з рахунком 1:2.
На початку сезону 2005/06 «Шальке» з Лінкольном у складі обіграв у фіналі Кубку німецької ліги команду «Штутгарт» з рахунком 1:0, Лінкольн був видалений на 90-й хвилині того матчу. У сезоні 2005/06 «Шальке» став у чемпіонаті 4-м, Лінкольн зіграв 44 матчі у всіх турнірах, забив у них 11 м'ячів. У сезоні 2006/07 «Шальке» став у чемпіонаті другим, обійшовши в боротьбі за друге місце «Вердер» на 2 очки після того, як в останньому турі гельзенкірхенці переграли «Армінію» з рахунком 2:1, Лінкольн в тій зустрічі забив один з м'ячів. Всього в тому сезоні він забив 5 м'ячів в 27 матчах.

### «Галатасарай»
У червні 2007 року Лінкольна придбав за 4,5 мільйона євро турецький клуб «Галатасарай», гравець підписав зі стамбульцями 4-річний контракт до 31 травня 2011 року. У першому ж своєму матчі, 12 серпня 2007 року, в 1-му турі чемпіонату Туреччини 2007/08 проти клубу «Чайкур Різеспор», він вийшов в основному складі і забив гол на 11-й хвилині, а на 65-й хвилині був замінений на Арду Турана. У тому сезоні «леви» впевнено завоювали золото чемпіонату Туреччини. Лінкольн відіграв у сезоні 2007/08 26 матчів і забив 7 м'ячів.
У сезоні 2008/09 Лінкольн став володарем Суперкубка Туреччини, в якому «Галатасарай» обіграв «Кайсеріспор» 2:1, але в липні 2009 року покинув клуб вільним агентом.

### Повернення на батьківщину і кінець кар'єри
4 лютого 2010 року було оголошено про перехід Лінкольна в «Палмейрас». Футболіст підписав з клубом з Сан-Паулу 2-річний контракт. Спочатку був основним гравцем клубу, але з приходом тренера Луїса Феліпе Сколарі втратив місце в основі і 10 серпня 2011 року був відданий в оренду в «Аваї».
6 січня 2012 року Лінкольн підписав контракт з «Корітібою» строком на 3 роки, у складі якої в тому ж році став переможцем чемпіонату штату Парана, повторивши це досягнення і наступного року..
Завершив професійну ігрову кар'єру у клубі «Баїя», за який виступав протягом 2014 року.

## Виступи за збірну
1999 року залучався до складу молодіжної збірної Бразилії, у складі якої став бронзовим призером молодіжного чемпіонату Південної Америки.
В 2007 році був включений тренером національної збірної Бразилії Дунгою разом з іншими 33 гравцями до попереднього списка на Кубок Америки у Венесуелі, втім у фінальну заявку не потрапив і так за головну збірну жодного матчу не провів.

## Статистика виступів

### Статистика клубних виступів
| Сезон                        | Команда                      | Чемпіонат                    | Чемпіонат | Чемпіонат | Національний кубок | Національний кубок | Національний кубок | Континентальні кубки | Континентальні кубки | Континентальні кубки | Інші змагання | Інші змагання | Інші змагання | Усього | Усього |
| Сезон                        | Команда                      | Ліга                         | Ігор      | Голів     | Ліга               | Ігор               | Голів              | Ліга                 | Ігор                 | Голів                | Ліга          | Ігор          | Голів         | Ігор   | Голів  |
| ---------------------------- | ---------------------------- | ---------------------------- | --------- | --------- | ------------------ | ------------------ | ------------------ | -------------------- | -------------------- | -------------------- | ------------- | ------------- | ------------- | ------ | ------ |
| 1997                         | «Атлетіко Мінейру»           | A                            | 1         | 0         | -                  | -                  | -                  | -                    | -                    | -                    | -             | -             | -             | 1      | 0      |
| 1998                         | «Атлетіко Мінейру»           | A                            | 17        | 2         | -                  | -                  | -                  | -                    | -                    | -                    | -             | -             | -             | 17     | 2      |
| 1999                         | «Атлетіко Мінейру»           | A                            | 15        | 2         | -                  | -                  | -                  | -                    | -                    | -                    | -             | -             | -             | 15     | 2      |
| 2000                         | «Атлетіко Мінейру»           | A                            | 17        | 0         | -                  | -                  | -                  | -                    | -                    | -                    | -             | -             | -             | 17     | 0      |
| 2001                         | «Атлетіко Мінейру»           | A                            | 0         | 0         | -                  | -                  | -                  | -                    | -                    | -                    | -             | -             | -             | 0      | 0      |
| Усього за «Атлетіко Мінейру» | Усього за «Атлетіко Мінейру» | Усього за «Атлетіко Мінейру» | 50        | 4         |                    |                    |                    |                      |                      |                      |               |               |               | 50     | 4      |
| 2001–02                      | «Кайзерслаутерн»             | БЛ                           | 27        | 9         | КН                 | 3                  | 3                  | -                    | -                    | -                    | -             | -             | -             | 30     | 12     |
| 2002–03                      | «Кайзерслаутерн»             | БЛ                           | 20        | 2         | КН                 | 4                  | 2                  | Інт                  | 2                    | 0                    | -             | -             | -             | 26     | 4      |
| 2003–04                      | «Кайзерслаутерн»             | БЛ                           | 6         | 2         | КН                 | 0                  | 0                  | -                    | -                    | -                    | -             | -             | -             | 6      | 2      |
| Усього за «Кайзерслаутерн»   | Усього за «Кайзерслаутерн»   | Усього за «Кайзерслаутерн»   | 53        | 13        |                    | 7                  | 5                  |                      | 2                    | 0                    |               |               |               | 62     | 18     |
| 2004–05                      | «Шальке 04»                  | БЛ                           | 31        | 12        | КН                 | 6                  | 2                  | КУЄФА                | 5                    | 1                    | -             | -             | -             | 42     | 15     |
| 2005–06                      | «Шальке 04»                  | БЛ                           | 29        | 5         | КН                 | 1                  | 0                  | ЛЧ+КУЄФА             | 6+6                  | 3+3                  | СН            | 2             | 0             | 44     | 11     |
| 2006–07                      | «Шальке 04»                  | БЛ                           | 23        | 3         | КН                 | 2                  | 2                  | КУЄФА                | 2                    | 0                    | -             | -             | -             | 27     | 5      |
| Усього за «Шальке 04»        | Усього за «Шальке 04»        | Усього за «Шальке 04»        | 83        | 20        |                    | 9                  | 4                  |                      | 19                   | 7                    |               | 2             | 0             | 113    | 31     |
| 2007–08                      | «Галатасарай»                | СЛ                           | 19        | 5         | КТ                 | 2                  | 0                  | КУЄФА                | 7                    | 2                    | -             | -             | -             | 28     | 7      |
| 2008–09                      | «Галатасарай»                | СЛ                           | 23        | 8         | КТ                 | 3                  | 0                  | ЛЧ+КУЄФА             | 2+10                 | 0+1                  | СТ            | 1             | 0             | 39     | 9      |
| Усього за «Галатасарай»      | Усього за «Галатасарай»      | Усього за «Галатасарай»      | 42        | 13        |                    | 5                  | 0                  |                      | 19                   | 3                    |               | 1             | 0             | 67     | 16     |
| 2010                         | «Палмейрас»                  | A                            | 19        | 3         | -                  | -                  | -                  | ПаК                  | 5                    | 0                    | -             | -             | -             | 24     | 3      |
| 2011                         | «Палмейрас»                  | A                            | 6         | 0         | -                  | -                  | -                  | -                    | -                    | -                    | -             | -             | -             | 6      | 0      |
| Усього за «Палмейрас»        | Усього за «Палмейрас»        | Усього за «Палмейрас»        | 25        | 3         |                    |                    |                    |                      | 5                    | 0                    |               |               |               | 30     | 3      |
| 2011                         | «Аваї»                       | A                            | 17        | 3         | -                  | -                  | -                  | -                    | -                    | -                    | -             | -             | -             | 17     | 3      |
| 2012                         | «Корітіба»                   | A                            | 33        | 4         | -                  | -                  | -                  | -                    | -                    | -                    | -             | -             | -             | 33     | 4      |
| 2013                         | «Корітіба»                   | A                            | 27        | 4         | -                  | -                  | -                  | ПаК                  | 3                    | 0                    | -             | -             | -             | 30     | 4      |
| Усього за «Корітіба»         | Усього за «Корітіба»         | Усього за «Корітіба»         | 70        | 8         |                    |                    |                    |                      | 3                    | 0                    |               |               |               | 39     | 8      |
| 2014                         | «Баїя»                       | A                            | 9         | 1         | КБ                 | 0                  | 0                  | -                    | -                    | -                    | -             | -             | -             | 9      | 1      |
| Усього за кар'єру            | Усього за кар'єру            | Усього за кар'єру            | 339       | 65        |                    | 21                 | 9                  |                      | 48                   | 10                   |               | 3             | 0             | 411    | 84     |

## Титули і досягнення
«Атлетіко Мінейро»
- Чемпіон штату Мінас-Жерайс (2): 1999, 2000
- Срібний призер Віце-чемпіон Бразилії: 1999

«Кайзерслаутерн»
- Фіналіст Кубка Німеччини: 2002/03

«Шальке 04»
- Володар Кубка Інтертото: 2004
- Срібний призер Віце-чемпіон Німеччини (2): 2004/05, 2006/07
- Фіналіст Кубка Німеччини: 2004/05
- Володар Кубка німецької ліги: 2005

«Галатасарай»
- Чемпіон Туреччини: 2007/08
- Володар Суперкубка Туреччини: 2008

«Корітіба»
- Чемпіон штату Парана: 2012, 2013